# 湛江北站 (黎湛铁路)
湛江北站位于中国廣東省湛江市赤坎区，于1955年启用，为南宁铁路局管辖；经过铁路为黎湛鐵路。目前已于2016年12月正式拆除，未来将作为西城快线的东起点，连接湛江主城区以及未来的高铁站。

## 历史
1955年，湛江北站建成启用。2003年停办客运业务，2004年停办货运业务，其业务和人员分流到湛江站和塘口站。